# Sinbanpo (metropolitana di Seul)
Sinbanpo (신반포역 - 新盤浦驛, Sinbanpo-yeok ) è una stazione della metropolitana di Seul servita dalla linea 9 della metropolitana di Seul e si trova nel quartiere di Seocho-gu, a Seul.

## Linee
Metro 9
● Linea 9 (Codice: 922)

## Struttura
La stazione, realizzata sottoterra, è costituita da due banchine laterali protette da porte di banchina. Sono presenti un'area tornelli, e 4 uscite in totale.
| Direzione Gaehwa       | ● Linea 9 | per Dongjak, Noryangjin, Yeouido, Dangsan, Gimpo Aeroporto e Gaehwa |
| Direzione Sin-Nonhyeon | ● Linea 9 | per Autostazione Extraurbana e Sin-Nonhyeon                         |

## Stazioni adiacenti
| «        | Servizio        | »                        |
| Linea 9  | Linea 9         | Linea 9                  |
| -------- | --------------- | ------------------------ |
| Gubanpo  | Locale (일반)   | Autostazione Extraurbana |
| Transito | Espresso (급행) | Transito                 |